# Giovanni Agosti
Pour les articles homonymes, voir Agosti.
Giovanni Agosti, né le 21 août 1961 à Milan, est un critique d'art, un historien de l'art et un enseignant italien. En tant qu'essayiste, il a produit une dizaine d'ouvrages dont une somme importante sur Andrea Mantegna pour laquelle il a reçu le prix Viareggio en 2006.

## Biographie
Élève de l'école normale supérieure de Pise, Giovanni Agosti s'y spécialise en archéologie en suivant l'enseignement de Salvatore Settis.
Depuis 2000, il est professeur d'histoire de l'art moderne à l'université de Milan, après avoir travaillé pendant de nombreuses années dans le cadre du ministère des Biens publics, au service de la préservation du patrimoine artistique et historique des villes de Mantoue et Florence.
Ses travaux se concentrent principalement sur la tradition classique de la culture figurative italienne, les relations entre artistes et écrivains, à l'époque de la Renaissance en Italie du Nord.
En septembre 2008, il est le co-organisateur, avec Dominique Thiébaut, d'une rétrospective consacrée à l'artiste Andrea Mantegna au musée du Louvre, manifestation qui donne lieu à un important catalogue qui convoque les principaux spécialistes mondiaux du maître. Agosti avait précédemment produit Su Mantegna (2006), un essai qui reçut le prix Viareggio Rèpaci (Premio letterario Viareggio Rèpaci), et qui permet entre autres d'affiner la chronologie du corpus, de clarifier certains malentendus et de mieux visualiser à la fois le contexte et l'héritage mantegnesque.
En 2014, il organise une rétrospective sur « Bernardino Luini et ses fils » au Palazzo Reale de Milan.

## Œuvre
Giovanni Agosti publie des essais depuis 1984, notamment chez Einaudi et Feltrinelli. Les sources de son travail, sa méthode, reposent à la fois sur la philologie historiographique, et une approche convoquant des éléments hétéroclites hérités de façon assumée de Roberto Longhi, d'Alberto Arbasino, ou encore de Dante Isella. Il s'efforce depuis trente ans de refondre radicalement la relation entre l'histoire de l'art, le monde de la culture et la société italienne. Il est commissaire et organisateur d'expositions depuis 1991.

### Principaux essais
- (it) Bambaia e il classicismo lombardo, Turin, Einaudi, 1990  (ISBN 9788806117788).
- (it) Disegni del Rinascimento in Valpadana, Florence, Cabinet de dessins des Offices/Olschki, 2001  (ISBN 9788822249906).
- (it) Su Mantegna, tome I, Milan, Feltrinelli, 2005  (ISBN 9788807421150) — traduit en partie en français, Récit de Mantegna, Paris, Hazan, 2008.
- (it) Giovanni Frangi alle prese con la natura, Milan, Feltrinelli, 2008  (ISBN 9788807490675).
- (fr + it) Mantegna 1431-1506, catalogue de l'exposition du musée du Louvre dirigée avec Dominique Thiébaut, Paris/Milan, Hazan/Officina Libraria, 2008.
- (it) Un amore di Giovanni Bellini, Milan, Officina Libraria, 2009  (ISBN 9788889854402).
- (it) Le rovine di Milano, Milan, Feltrinelli, 2011  (ISBN 9788807172267).

### Expositions récentes
Chaque exposition donne lieu à un catalogue.
- Mantegna 1431-1506, musée du Louvre, Paris, du 26 septembre 2008 au 5 janvier 2009, avec Dominique Thiébaut.
- Giorni Felici, Novate Milanese, Milan, du 18 au 28 juin 2009.
- Il portale di Santa Maria di Piazza a Casale Monferrato e la scultura del Rinascimento tra Piemonte e Lombardia, Casale Monferrato, du 9 mai au 28 juin 2009.
- Il Rinascimento nelle terre Ticinesi da Bramantino a Bernardino Luini, Pinacoteca cantonale Giovanni Züst, Rancate, du 9 octobre 2010 au 10 janvier 2011.
- Bramantino a Milano, Castello Sforzesco, Milan, de mai au 25 septembre 2012.
- Bernardino Luini e i suoi figli, Palais royal de Milan, du 10 avril au 13 juillet 2014.